# Telipna exsuperia
Telipna exsuperia är en fjärilsart som beskrevs av Gustaaf Hulstaert 1924. Telipna exsuperia ingår i släktet Telipna och familjen juvelvingar. Inga underarter finns listade i Catalogue of Life.